# Charly Konstantinidis
Charly Konstantinidis (Charleroi, 25 juni 1985) is een Belgisch voetballer van Griekse afkomst die dienstdoet als doelman. Hij verruilde in augustus 2010 Boussu Dour Borinage voor RJS Heppignies-Lambusart-Fleurus. Eerder speelde hij voor onder meer bij RAEC Mons, waar hij tweede keeper was na Frédéric Herpoel. Konstantinidis speelde drie wedstrijden in de Belgische eerste klasse.

## Carrière
- 1990-1992:  Marcinelle
- 1992-2003:  ROC de Charleroi-Marchienne
- 2003-2005:  SC Charleroi
- 2005-2008:  RAEC Mons
- 2008:  Nea Salamina Famagusta
- 2009-2010  Boussu Dour Borinage
- 2010-... :   RJS Heppignies-Lambusart-Fleurus